# Olivia (chanteuse)
 (février 2024).
Si vous disposez d'ouvrages ou d'articles de référence ou si vous connaissez des sites web de qualité traitant du thème abordé ici, merci de compléter l'article en donnant les références utiles à sa vérifiabilité et en les liant à la section « Notes et références ».
Pour les articles homonymes, voir Olivia.
Olivia Longott, de son vrai nom Olivia Theresa Longott, aussi connue sous le nom d'Olivia, est une chanteuse de R'n'B américaine.

## Biographie
Née le 15 février 1981 à New York dans le quartier de Brooklyn. D'origines jamaïcaine, elle grandit en Jamaïque avec ses grands-parents mais elle rejoint ses parents à New York à l'âge de 8 ans. Olivia chante dans les églises de son quartier dès son plus jeune âge et étudie la musique au lycée. Elle sait jouer du piano et de la guitare. Première signature féminine du G-Unit, elle a participé au morceau Candy Shop au côté de 50 Cent. Elle a déjà sorti un album nommé Olivia en 2001 sur le même label qu'Alicia Keys, J Records dont sont extraits les titres Bizounce et Are you capable. C'est en 2004 qu'elle rejoint 50 Cent et G-Unit et apparaît dans de nombreux clips du crew. DJ Whoo Kid, le DJ du G-Unit lui a consacré une mixtape dans la collection G-Unit Radio Part. 12 Olivia - So Seductive. En 2005, elle a fait un duo avec Shaggy Wild 2Nite qui devait être sur son nouvel album Clothes Drop. En 2007, sa maison de disques met un terme à son contrat ; son album ne sortira donc pas[réf. nécessaire].

## Albums
- Olivia (2001)
- So Seductive (2005) (mixtape)
- Behind Closed Doors (était prévu pour 2006 mais a été annulé et renommé Second Chance)
- Second Chance (annulé)
- Under The Radar (2010) (Mixtape)

## Participation
- 2001 Music (de Erick Sermon) : Genius E Dub
- 2003 Private Room (de Avant (en)) : Seems To Be
- 2004 Barbershop 2 (BO du film) : All, Private Party et Unconditionally (featuring G-Unit)
- 2005 The Massacre (de 50cent) : Candy Shop et So Amazing
- 2005 Thoughts Of A Predicate Felon (de Tony Yayo) : We Don't Give A Fuck
- 2005 Clothes drop (de Shaggy) : Wild 2Nite
- 2009 Arsenal de Belles Mélodies (de Fally Ipupa) : Chaise Électrique*[2]

## Singles
- 2001 - Bizounce  #15 US
- 2001 - Are U Capable
- 2004 - Cloud 9 (featuring 50 Cent)
- 2005 - Candy Shop (50 Cent featuring Olivia) #1 US (9 semaines)
- 2005 - Twist It (featuring Lloyd Banks)
- 2005 - Wild 2Nite (Shaggy featuring Olivia) #61 UK
- 2005 - So Ugly
- 2006 - Best Friend (featuring 50 Cent)
- 2007 - My Daddy

## Vidéos
- Bizounce (1er extrait de son album Olivia) 2001.
- Are You Capable (2e extrait de son album Olivia) 2001.
- Candy Shop  feat 50 Cent (1er extrait de l'album de 50 Cent The Massacre) 2005.
- So Amazing  feat 50 Cent (extrait de l'album The Massacre) 2005.
- Twist It feat Lloyd Banks (1er extrait de son album Behind Closed Doors) 2006.
- So Sexy  (2e extrait de son album Behind Closed Doors) 2006.
- Best Friend  feat 50 Cent (3e extrait de son album Behind Closed Doors) 2006.
- Olivia est aussi apparue dans de nombreux clips de G-Unit ou de ses membres.